# Mormo juncta
Mormo juncta är en fjärilsart som beskrevs av Barend J. Lempke 1949. Mormo juncta ingår i släktet Mormo och familjen nattflyn. Inga underarter finns listade i Catalogue of Life.